# Aeropuerto de Puerto Lempira
El Aeropuerto de Puerto Lempira (IATA: PEU, OACI: MHPL) es un aeropuerto que sirve a Puerto Lempira en el Departamento de Gracias a Dios en Honduras. El aeropuerto controla el tráfico aéreo regional para la ciudad y sus alrededores. El aeropuerto es también un centro para la aviación general y la Fuerza Aérea Hondureña.
El aeropuerto está dentro de los límites municipales de la ciudad de Puerto Lempira, en la orilla de la Laguna de Caratasca, una de los principales motores económicos de la zona. El aeropuerto es la conexión principal al resto de Honduras, dado que no hay carreteras pavimentadas a Puerto Lempira desde el resto del país. En 1998, el aeropuerto sufrió daño sustancial debido al Huracán Mitch.

## Aerolíneas y destinos
Las siguientes aerolíneas operan de manera regular al aeropuerto:
| Aerolíneas             | Destinos    |
| ---------------------- | ----------- |
| AeroCaribe de Honduras | La Ceiba    |
| CM Airlines            | Tegucigalpa |
| Lanhsa                 | La Ceiba    |

## Accidentes e incidentes
- El 27 de diciembre de 1979, un Douglas C-47 de la Fuerza Aérea Hondureña chocó cerca del aeropuerto, matando a los dos tripulantes e hiriendo a varios pasajeros.[1]

## Galería

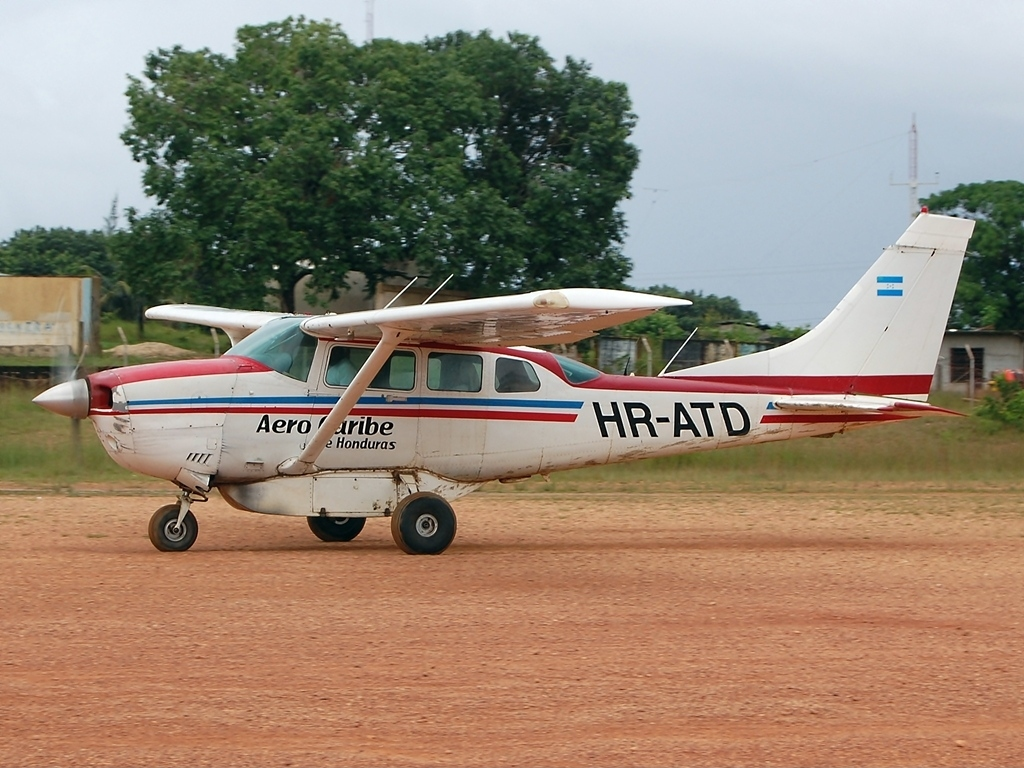
Aerocaribe de Honduras en el aeropuerto de Puerto Lempira.
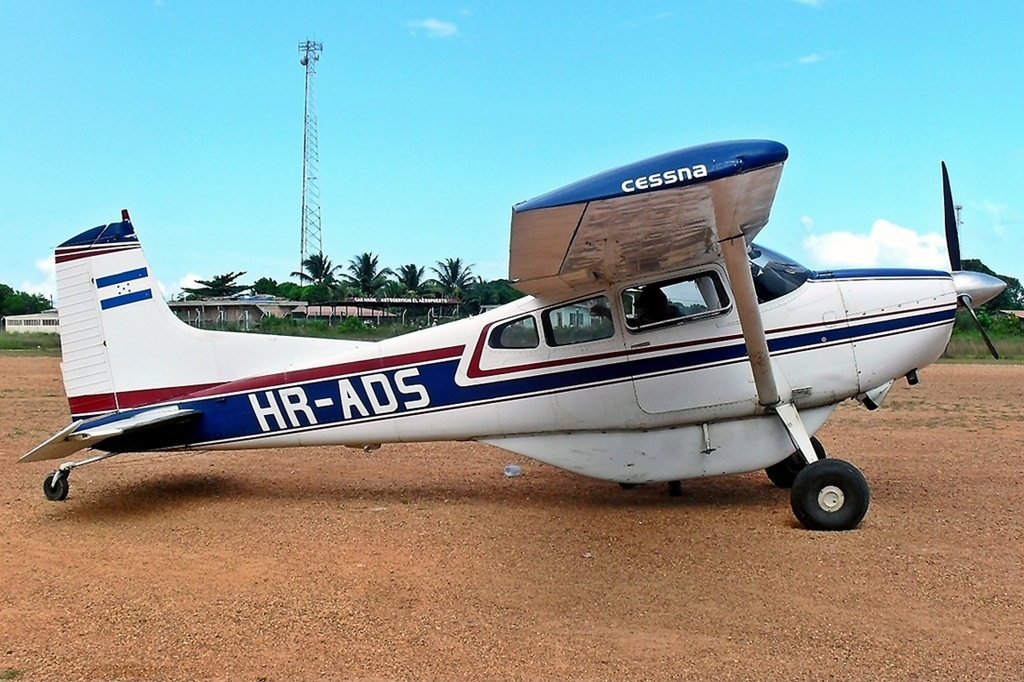
Cessna 185 en el aeropuerto.